# Confédération des sports automobiles d'Amérique du Sud
La Confédération des sports automobiles d'Amérique du Sud ou CODASUR (Confederación Deportiva Automovilística Sudamericana) est l'organisme qui regroupe, sous l'égide de la FIA, les fédérations de sport automobile du continent sud-américain
La CODASUR a été fondée 1982. Elle organise les compétitions continentales.

## Liste des fédérations
| Nation    | Fédération(s)                                  |
| Argentine | Automóvil Club Argentino                       |
| Bolivie   | Automóvil Club Boliviano                       |
| Brésil    | Confederación Brasilera de Automovilismo       |
| Chili     | Federación de Automovilismo Deportivo de Chile |
| Paraguay  | Touring y Automóvil Club Paraguayo             |
| Pérou     | Touring y Automóvil Club del Perú              |
| Uruguay   | Automóvil Club del Uruguay                     |

## Compétitions
| No. | Championnat                                            | Création | Disparition |
| --- | ------------------------------------------------------ | -------- | ----------- |
| 1   | Championnat de Formule 2 de la CODASUR                 | 1983     | 1986        |
| 2   | Championnat de Formule 3 de la CODASUR                 | 1987     | 2013        |
| 3   | Championnat d'Amérique du Sud des voitures de tourisme | 1997     | 2001        |
| 4   | Championnat d'Amérique du Sud des rallyes              | 2004     | -           |
| 5   | Championnat de Formule 4 de la CODASUR                 | 2014     | -           |